# Maison Talkowski
La maison Talkowski  (en néerlandais : Burgerhuis ou Huis Talkowski) est un immeuble réalisé par l'architecte Jacques De Weerdt en 1906 dans le style Art nouveau à Anvers en Belgique (région flamande).

## Histoire
La maison a été construite en 1906 pour Stella Talkowski par Jacques De Weerdt qui avait réalisé l'année précédente la maison Les Mouettes très ressemblante, au no 39 de Waterloostraat, une rue voisine. La maison Talkowski est classée et reprise sur la liste des monuments historiques de Berchem depuis le 11 avril 1984.

## Situation
Cette maison se situe au no 30 de Transvaalstraat, une artère résidentielle du quartier de Zurenborg à Berchem au sud-est d'Anvers comptant de nombreuses autres réalisations de style Art nouveau comme la maison Boreas au no 56 ou les maisons Lotus et Papyrus aux nos 52 et 54.

## Description

### Façade
La maison compte quatre niveaux (trois étages) et trois travées au rez-de-chaussée. Elle est bâtie par l'architecte Jacques De Weerdt dans le style Art nouveau floral cher à Victor Horta. La façade est bâtie en pierre blanche avec soubassement en pierre bleue. Cette pierre blanche est constamment sculptée, faisant apparaître çà et là des lignes courbes, des ornements végétaux ou des moulures grimpant aux extrémités de la façade pour se confondre en figures de vieillards puis en pilastres se hissant au-dessus de la corniche.
La façade marque une avancée concave au niveau du premier étage où se trouve une baie ouverte reposant sur deux consoles en pierre blanche sculptée. Cette baie ouverte est précédée d'un balcon en fer forgé aux lignes courbes traversé par deux groupes de colonnettes en fonte qui vont soutenir le balcon du niveau supérieur. Ce balcon en fer forgé est entouré de deux imposants lions en pierre sculptée. Des petits bois aux lignes droites ou courbes ornent toutes les baies vitrées.

### Céramiques
Le second étage pourvu aussi d'une baie ouverte et d'un balcon est surmonté par un important panneau de céramiques placée au tympan de cette baie sous un arc de décharge surbaissé et outrepassé. Ces céramiques représentent un paysage de pièce d'eau au soleil levant (ou couchant) faisant aussi figurer des étoiles (dont deux étoiles de David), des nénuphars et une jeune fille à la chevelure rousse drapée de bleu et tenant du bout des doigts de la main droite un gros diamant taillé. La présence d'étoiles de David et d'un diamant laisse supposer que Stella (signifiant par ailleurs étoile en latin) Talkowski, la première propriétaire, faisait partie d'une famille de diamantaires juifs anversois.
Les céramiques ont été entièrement restaurées au début des années 2010.

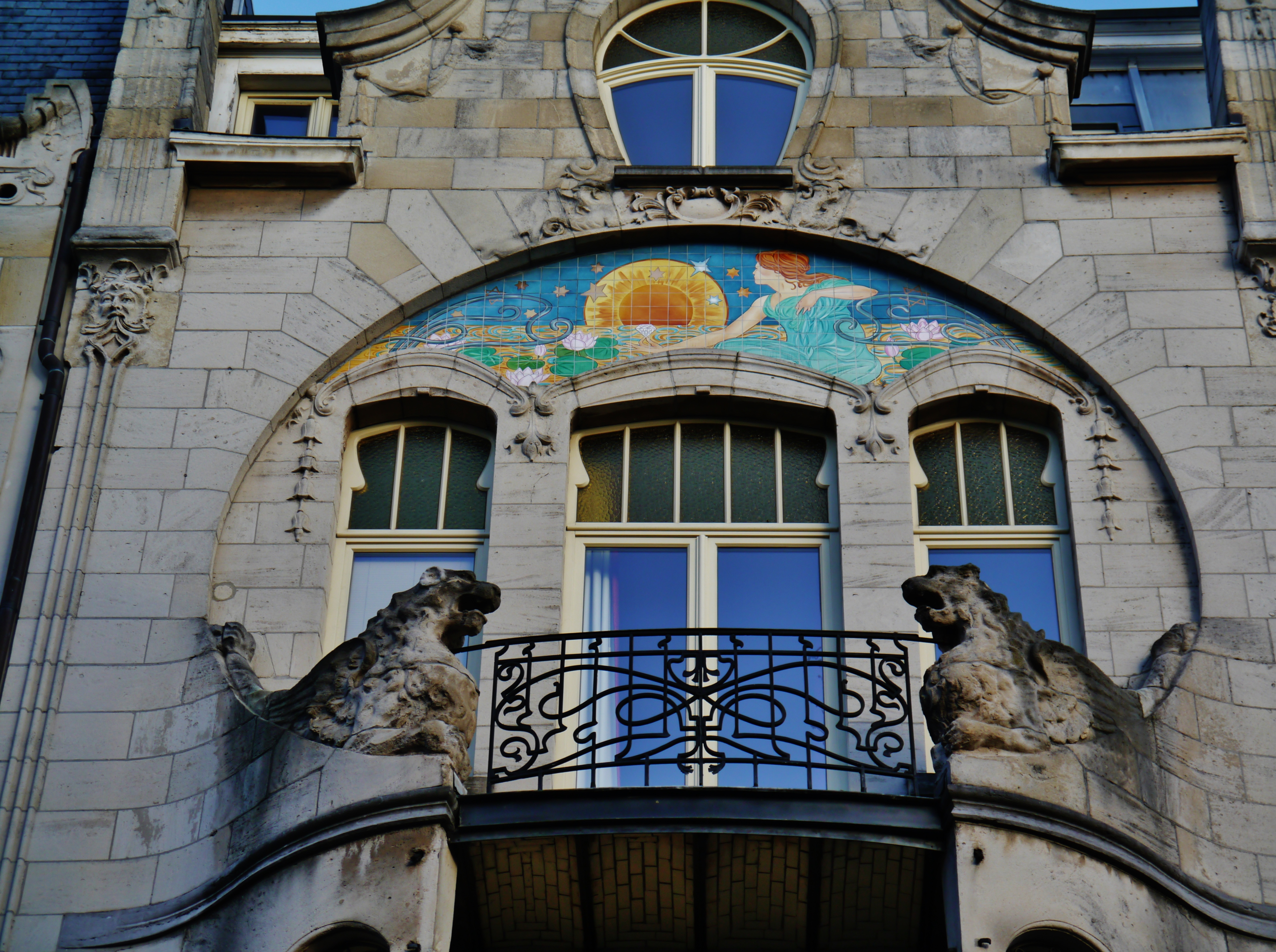

## Source
- (nl) https://inventaris.onroerenderfgoed.be/erfgoedobjecten/11134